# Erich Kürschner (Landrat)
Erich Kürschner (* 26. Februar 1904 in Limbach; † unbekannt) war ein deutscher Jurist und Landrat.

## Leben und Wirken
Nach Schulbesuch und Studium legte Kürschner am 12. April 1930 die große juristische Staatsprüfung ab. Danach wurde er in den Staatsdienst übernommen. Zum 1. April 1932 trat er der NSDAP bei (Mitgliedsnummer 1.065.260). Aufgrund seiner Verbeamtung verließ er am 1. Dezember 1932 wieder die NSDAP, trat jedoch nach der „Machtergreifung“ der Nationalsozialisten zum 1. Mai 1933 erneut der Partei (Mitgliedsnummer 2.979.621) bei. 
Kürschner war als Regierungsrat in Bautzen tätig und wurde nach der aufgrund des Münchner Abkommens erfolgten Besetzung der Grenzgebiete der Tschechoslowakei durch das Deutsche Reich und der Bildung des Reichsgaus Sudetenland am 20. Mai 1939 zur Regierung Aussig versetzt. 
Von dort kommend wurde er am 10. Februar 1940 zunächst vertretungsweise als Landrat im Landkreis Rumburg eingesetzt, wo er die Stelle des an die Regierung Aussig versetzten Oberregierungsrates und bisherigen Landrates Ernst Lührmann einnahm. Zum 1. Dezember 1940 übernahm er dann dieses Amt definitiv. Die feierliche Amtseinführung fand am 1. März 1941 durch Regierungspräsident und SS-Brigadeführer Hans Krebs statt. Gleichzeitig vertrat Kürschner ab 1940 auch den Landrat von Warnsdorf und war zuletzt Landrat für Rumburg, Schluckenau und Warnsdorf.